# Léo Lesquereux
Charles Léo Lesquereux, född 18 november 1806 i Fleurier, kantonen Neuchâtel, död 25 oktober 1889 i Columbus, Ohio, var en schweizisk botaniker och paleontolog, under senare delen av sitt liv verksam i USA.
Lesquereux var några år lärare i franska språket vid Eisenach i Tyskland och därefter rektor för skolan i La Chaux-de-Fonds i Schweiz. Sedan han vid 25 års ålder förlorat sin hörsel, måste han till sitt 40:e år försörja sig och sin familj genom arbete vid sin faders urfabrik. Han ägnade dock alla lediga stunder åt undersökning av mossorna samt torvmossarnas uppkomstsätt och utgav 1844 ett prisbelönt arbete, Recherches sur les marais tourbeux. År 1846 företog han med understöd av preussiska regeringen en resa i olika delar av mellersta och norra Europa för att fullfölja sina studier över torvmossarna och besökte under denna resa även Skåne, där han i Lund sammanträffade med Sven Nilsson.
Till följd av revolutionen inom kantonen Neuchâtel 1848 överflyttade Lesquereux med sin familj samma år till USA. Hans vän Louis Agassiz plan, att han där skulle kunna erhålla lärarplats vid något universitet, kunde icke realiseras på grund av hans dövhet, och efter att ett år ha arbetat tillsammans med bryologen William Starling Sullivant måste Lesquereux för sin utkomst upprätta en urmakeri- och juveleraraffär i Columbus, Ohio. Han reste själv omkring för att omsätta artiklarna och begagnade sig därvid av tillfället att samla mossor och fossila växter. De kommissioner för geologiska undersökningar, som vid denna tid upprättades inom flera delstater, strävade nu att använda Lesquereux vid beskrivningen av de fossila växter, som efterhand insamlades. Tillsammans med Ferdinand Vandeveer Hayden besökte han två somrar de på fossila växter så utomordentligt rika krit- och tertiärsystemen i de västra territorierna.
De mest omfattande av Lesquereuxs många arbeten på det paleobotaniska området är Description of the Coalflora of the Carboniferous Formation in Pennsylvania and Throughout the United States (tre delar med 111 tavlor, 1879-84), Contributions to the Fossil Flora of the Western Territories (första delen, The Cretaceous Flora, 1874, med 30 tavlor; andra delen, The Tertiary Flora, 1888, med 65 tavlor; tredje delen, The Cretaceous and Tertiary Floras, 1884, med 59 tavlor). Samtidigt var han sysselsatt med studium av mossorna och utgav på detta område, tillsammans med Sullivant, Musci exsiccati americani (1856; ny upplaga 1865), vilket arbete innehåller över 500 arter, alla preparerade och de flesta även insamlade av Lesquereux, samt, tillsammans med Thomas P. James, Manual of the Mosses of North America (1884, med sex tavlor).